# Colobura dirce
La cebra del yarumo (Colobura dirce) es una mariposa de la familia Nymphalidae. Se encuentra en América Central y el norte de América del Sur.
La longitud de las alas delanteras es de unos 33 mm.
Las larvas se alimentan de especies de Cecropia.

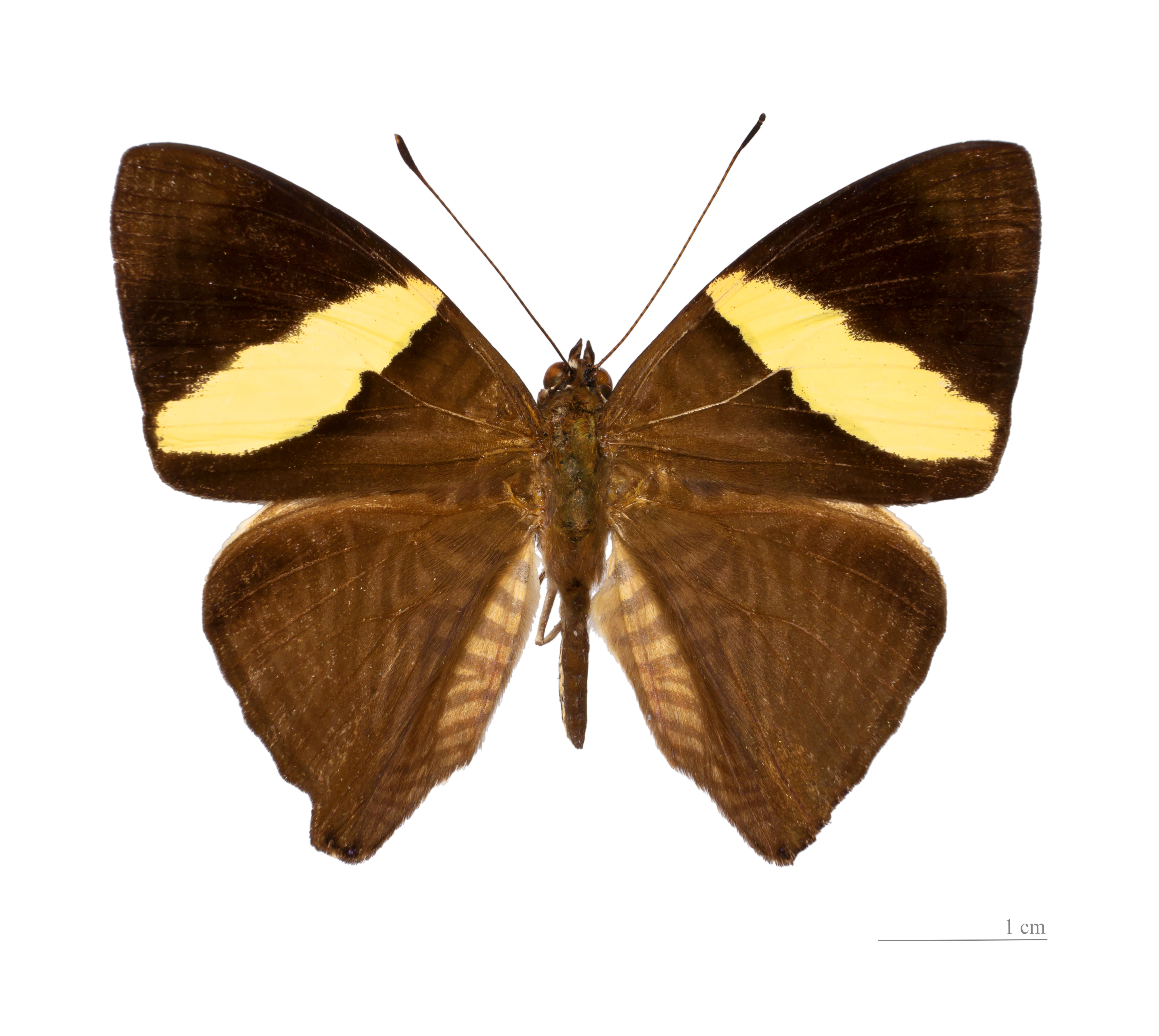
Macho, parte superior, colección del Museo de Toulouse.
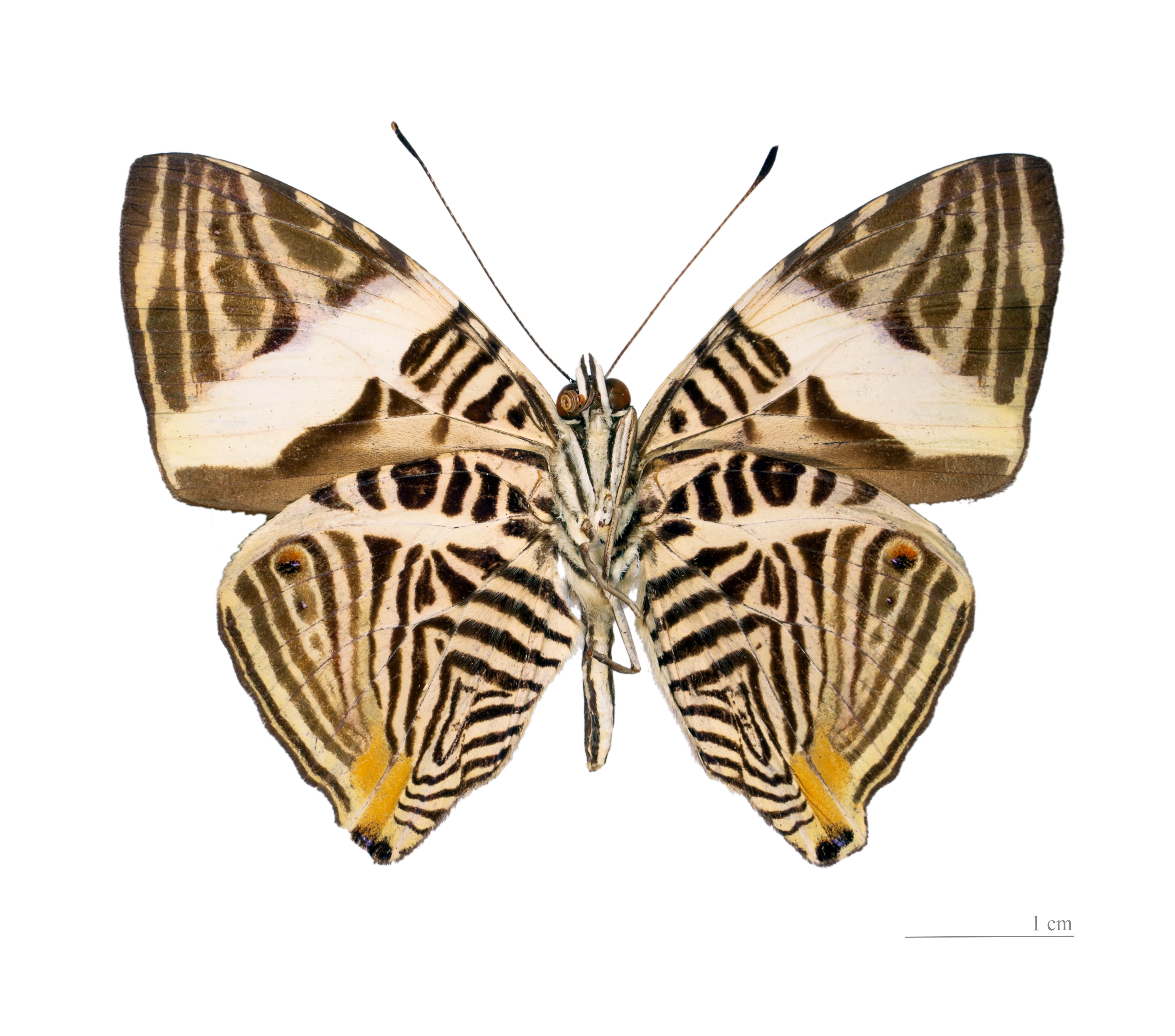
Macho, inferior, colección del Museo de Toulouse.

## Subespecie
Hay dos subespecies reconocidas:
- C. d. dirce (Linnaeus, 1758)
- C. d. wolcotti Comstock, 1942

- Datos: Q1955498
- Multimedia: Colobura dirce / Q1955498
- Especies: Colobura dirce